# Саурова (нулк)
Сау́рова (эст. Saurova nulk) — один из 12 нулков Сетумаа. 

## География
Расположен на территории городского поселения Печоры и сельского поселения Круппская волость Печорского района Псковской области России (т. е. в 1918—1940 годах — на территории Печорского уезда бывшей Первой Эстонской Республики). 
Деревни нулков первым переписал Якоб Хурт в 1903 году; при этом он отмечал, что границы нулка в народе могут быть обозначены по-разному, так как официально они не закреплены.

## История
Первое письменное упоминание нулка встречается в записях Якоба Хурта, опубликованных в 1904 году (Saurova nulk).
Название нулку дала деревня Саурова, впервые отмеченная на карте Печорского уезда Псковского наместничества в 1785–1792 годах. В 1849 году она относилась к общине Саурово (эст. Petseri kogukond), в 1882 году — к  общине Иваново-Болото (эст. Ivana-Paloda kogukond).
В 1990 году нулк Саурова в эстонских источниках был упомянут как Аноманулк (эст. Anomanulk).

## Населённые пункты
В нулк Саурова входят:
- официальные деревни Березнюк (эст. Peresniga), Була́тново (эст. Pulatna), Бу́равцы (эст. Puravitsa), Деми́дово (эст. Tendüvä), Гору́шка (эст. Korski), Грабило́во (эст. Krabilova),  Забе́лино (эст. Sabelinna), Индовино (эст. Jandova), Нутрецо́во (эст. Nudretsuva), Смольник (эст. Molniga), Ко́зье Заго́рье (эст. Sagorja), Соро́кино (эст. Sorokinna), Ры́сево (эст. Rissova) и Херко́во (эст. Hergova);
- бывшие деревни Большой Бере́зник (эст. Pitaluva), Буравитский Выселок (эст. Kurnova, Puravitsa Palo), Головино́ (эст. Kolovina), Горелый Бор (эст. Palandõ, Põlenud Variku), Губаново (эст. Kubanova), Крохово (в 1904 году упоминается как Крухно́во или Крахно́во, эст. Vaslamäe), Ма́лое Грабило́во (эст. Väiko-Krabilova), Ма́лые Бу́равцы (эст. Väiko-Puravitsa), Сау́рово (эст. Saurova) и Шляпнико́во (эст. Lääpä)[1].

## Число жителей
Число жителей деревень нулка Саурова по состоянию на 2010 год:
| Деревня       | 2010 год, чел. |
| ------------- | -------------- |
| Березнюк      | 29             |
| Булатново     | 4              |
| Буравцы       | 13             |
| Демидово      | 3              |
| Горушка       | 7              |
| Грабилово     | 0              |
| Забелино      | 12             |
| Индвино       | 3              |
| Смольник      | 13             |
| Козье Загорье | 19             |
| Сорокино      | 0              |
| Рысево        | 12             |
| Херково       | 1              |
| Всего         | 116            |

## Происхождение топонима
По мнению работников Института эстонского языка, в качестве основы топонима Саурова подходят слова из языка сету saur («скирда»)  и sauras («всклокоченный»). Эстонский языковед Юри Труусманн предлагал латышское слово šaurs («узкий»). Возможно также, что топоним произошёл от слияния эстонских слов savi («глина») + aru («ум», «толк») или sau («посох») + aru. 
Если топоним происходит от русской фамилии Сауров, то он может иметь турецкое или греческое происхождение. В то же время лингвист Тартуского университета Анжелика Штейнгольде исключает русское происхождение топонима, т. к. последовательность -ау- нехарактерна для русского языка.